# 由良哲次
由良 哲次（ゆら てつじ、1897年2月7日 - 1979年3月28日）は、日本の歴史哲学者、日本史家、美術史家、浮世絵蒐集家。横光利一の『旅愁』のモデル。

## 経歴
1897年、奈良県添上郡柳生村（現・奈良市）にて、丹生神社の神官の家系に生まれた。旧制の三重県立第三中学校（現在の三重県立上野高等学校）に在学中、1級下の横光利一と親交を結ぶ。父の事業の失敗により経済的に困窮し、滋賀県立師範学校に進学。教員となり、大津市南尋常小学校で2年間の教員生活を送った後、1918年に上京し、東京高等師範学校に入学した。
東京高等師範学校では、三宅米吉と峰岸米造のもとで古代史と考古学を修めた。1924年、京都帝国大学哲学科に入学。西田幾多郎と田辺元に師事して哲学を修め、哲学雑誌『理想』に論文を発表。1927年に京都帝国大学を卒業。1928年7月、シベリア鉄道経由でドイツに留学。ベルリンでドイツ語を学んだ後、ハンブルク大学に入学。エルンスト・カッシーラーのもとで博士論文『精神科学と意志法則』を完成させる。このドイツ滞在時に、ハイデッガーやフッサールを訪問している。1931年、日本に帰国。
帰国後は、母校でもある東京高等師範学校で哲学を教えた。1939年、『政界往来』の懸賞論文に応募して第一席となり、近衛公爵賞を受ける。1940年、日本大学芸術科教授に就任。国家主義哲学者としてナチス・ドイツに範を求め、日本固有の道徳思想に基づく民族教育の徹底を主張していたが、日本の敗戦により教職を辞し、1946年、東京都練馬区石神井の自宅に出版社「富士書店」を設立。戦後は在野の研究者として古代中世の日本史と近世の日本美術史に関する論文を執筆した。1979年、勲三等瑞宝章を受章。同年、食道癌のため練馬区の病院にて死去。

## 研究内容・業績

### 古代史、美術研究者として
- 葛飾北斎と東洲斎写楽の同一人説を主張。
- 彼が蒐集した美術品の数々は、死後、奈良県立美術館に寄贈された。遺産の総額は時価10億円を超した。

### 文化の振興に関する社会貢献活動
- 利殖の道に明るく、奈良県新沢千塚群集墳保護のため奈良県に私財1億円を寄付したほか、奈良県立橿原考古学研究所に3億円の寄付をおこなった[3]。
- 学術及び科学技術の復興を目的として公益財団法人由良大和古代文化研究協会を設置し、由良大和古代文化研究基金を設置した[4]。
- 1976年、伊賀上野公園内に「横光利一青春の碑」を建立。

## 家族・親族
- 妻：国文学者・吉田弥平の次女[5]。山の上ホテルの創業者・吉田俊男は弥平の次男であり[5][6]、俳人の水原秋桜子の妻は弥平の長女であるため[5]、俊男と秋桜子は由良の義兄弟にあたる。下河辺牧場の代表である下河辺俊行は俊男の娘婿なので[6]、由良の義理の甥にあたる。
- 息子：由良君美は英文学者。東京大学教授。一人息子であった。

## 著書
- 『人生観の問題』目黒書店、1935年
- 『歴史哲学研究』目黒書店、1937年
- 『実践哲学の基本問題』理想社、1939年
- 『教育と伝統的精神』明治図書、1940年
- 『現代道徳思想　道徳の日本的性格』理想社、1941年
- 『国民学校の本質』明治図書、1940年
- 『興亜の理念と民族教育』小学館、1941年
- 『民族国家と世界観』民族科学社、1943年
- 『ヒットラーと独逸民族国家』国民教育普及会、1944年
- 『歴史の本質と歴史哲学』富士書店、1947年
- 『南北朝編年史』（全2巻）吉川弘文館、1964年
- 『総校日本浮世絵類考』 画文堂、1979年
- 『国民学校の本質』（覆刻版）クレス出版、2001年